# Dainius Kairelis
Dainius Kairelis, né le 25 septembre 1979 à Utena, est un coureur cycliste lituanien. 

## Biographie
En 2010, son contrat avec l'équipe Ceramica Flaminia n'est pas renouvelé.

## Palmarès
- 2002
  - 5e étape du Tour du Frioul-Vénétie julienne
- 2003
  - Baby Giro
    - Classement général
    - 5e, 7e et 8ea étapes

  - 3e du championnat de Lituanie du contre-la-montre
- 2004
  - 3e et 7e étapes du Baby Giro
  - Schio-Ossario del Pasubio
  - 3e de la Coppa Varignana
  - 3e du Giro delle Valli Aretine
- 2005
  - 2e étape du Herald Sun Tour
- 2006
  -  Champion de Lituanie sur route
- 2007
  - Giro d'Oro
  - 3e du championnat de Lituanie sur route

## Classements mondiaux
| Année            | 2005 | 2006 | 2007 | 2008 |
| ---------------- | ---- | ---- | ---- | ---- |
| UCI Europe Tour  | 525e | 178e | 150e | 612e |
| UCI Oceania Tour |      | 35e  |      |      |